# Goryphus opacus
Goryphus opacus là một loài tò vò trong họ Ichneumonidae.